# Eretmocerus gunturiensis
Eretmocerus gunturiensis är en stekelart som beskrevs av Hayat 1972. Eretmocerus gunturiensis ingår i släktet Eretmocerus och familjen växtlussteklar. Inga underarter finns listade i Catalogue of Life.